# Sundgau (PETR)
 (mars 2021).
Si vous disposez d'ouvrages ou d'articles de référence ou si vous connaissez des sites web de qualité traitant du thème abordé ici, merci de compléter l'article en donnant les références utiles à sa vérifiabilité et en les liant à la section « Notes et références ».
Pour les articles homonymes, voir Sundgau (comté) et Sundgau.
Le pôle d'équilibre territorial et rural du Sundgau a été formé en remplacement du pays formé en vertu de la loi Voynet qui fait du pays un véritable territoire de projet, fondé sur une volonté locale. Elle a aussi pour but d'instaurer une solidarité entre espaces ruraux et espaces urbains. Ainsi, le projet du Pays du Sundgau tel qu’il est défini au sens de la loi Voynet voit le jour en 2001.
Le but dans la création du pays du Sundgau était de rassembler les communautés des communes voisines dont l'économie et l'emploi étaient centrées sur Altkirch et de créer une solidarité dans cet espace rural, faisant tampon avec l'Aire urbaine de Belfort-Montbéliard et l'agglomération de Mulhouse. 
Ces communautés des communes avaient le privilège contrairement à d'autres pays de se réclamer d'une culture forte héritée de l'Histoire du Sundgau.
Dans les années 2010, le pays est transformé en Pôle d'équilibre territorial et rural.
Le pays du Sundgau compte aujourd'hui 8 communautés de communes dont un village (Bernwiller) qui appartient au canton de Cernay :
- La communauté des communes de la Porte d’Alsace : 33 communes
- La communauté des communes du Jura alsacien : 24 communes
- La communauté des communes du secteur d'Illfurth : 10 communes
- La communauté des communes de la Vallée de la Largue : 9 communes
- La communauté des communes d’Altkirch : 4 communes
- La communauté des communes du canton de Hirsingue : 11 communes
- La communauté des communes de la Vallée du Hundsbach : 12 communes
- La communauté des communes de l’Ill et Gersbach : 9 communes